# Звезде љубави
Звезде љубави је српски филм из 2005. године који је режирао Милан Спасић.

## Радња
Главни јунак филма „Звезде љубави” је двадесетогодишњак Лаза (Саша Јоксимовић), који долази из провинције у град како би направио нешто велико у свом животу. Упознаје групу својих вршњака, међу којима је и фудбалер који се прави да је фаца, а у суштини је само несигуран младић који никако не може пронаћи девојку. Њих четворица све посматрају из визуре воајера, док не налете на правог професионалца, руског грофа, кога тумачи Драган Николић. Он постаје учитељ и преноси своја шармерска искуства генерацији која долази.

## Улоге
| Глумац           | Улога         |
| ---------------- | ------------- |
| Саша Јоксимовић  | Лаза          |
| Драган Николић   | Господин гроф |
| Иван Бекјарев    | Риста         |
| Војин Ћетковић   | Срећко        |
| Слободан Ћустић  | Гангстер      |
| Богдан Диклић    | Гаврило       |
| Јелена Ђокић     | Милена        |
| Милан Калинић    | Славиша       |
| Ружица Сокић     | Глумица       |
| Ивана Вукчевић   | Ружица        |
| Маја Манџука     | Смиљана       |
| Сузана Лукић     | Ана           |
| Бранка Блек Роуз | Смерна жена   |
| Даница Тодоровић |               |
| Ратко Милетић    |               |